# Liste des médaillés aux championnats d'Europe de gymnastique artistique - Barre fixe
| Édition | Lieu              | Or                                             | Argent                                          | Bronze                                           |
| ------- | ----------------- | ---------------------------------------------- | ----------------------------------------------- | ------------------------------------------------ |
| 1955    | Francfort         | Boris Shakhlin (URS)                           | Albert Azaryan (URS) Jan Cronstedt (SWE)        | -                                                |
| 1957    | Paris             | Jack Günthard (SUI)                            | Joachim Blume (ESP)                             | Yuri Titov (URS)                                 |
| 1959    | Copenhague        | Pavel Stolbov (URS)                            | Yuri Titov (URS)                                | Jan Cronstedt (SWE) Otto Kestola (FIN)           |
| 1961    | Luxembourg        | Yuri Titov (URS)                               | Raymond Csanyi (HUN)                            | Otto Kestola (FIN)                               |
| 1963    | Belgrade          | Boris Shakhlin (URS) Miroslav Cerar (YUG)      | -                                               | Valeri Kerdemelidi (URS)                         |
| 1965    | Anvers            | Franco Menichelli (ITA)                        | Viktor Lisitsky (URS)                           | Sergei Diamidov (URS)                            |
| 1967    | Tampere           | Viktor Lisitsky (URS)                          | Mikhail Voronin (URS)                           | Miroslav Cerar (YUG) Franco Menichelli (ITA)     |
| 1969    | Varsovie          | Viktor Lisitsky (URS) Viktor Klimenko (URS)    | -                                               | Miroslav Cerar (YUG)                             |
| 1971    | Madrid            | Klaus Köste (GDR)                              | Mikhail Voronin (URS)                           | Roland Hurzeler (SUI)                            |
| 1973    | Grenoble          | Eberhard Gienger (FRG) Klaus Köste (GDR)       | -                                               | Wolfgang Thune (GDR)                             |
| 1975    | Berne             | Nikolay Andrianov (URS) Eberhard Gienger (FRG) | -                                               | Andrzej Szajna (POL)                             |
| 1977    | Vilna             | Stojan Deltchev (BUL)                          | Vladimir Markelov (URS) Aleksandr Tkachev (URS) | -                                                |
| 1979    | Essen             | Alexander Tkatchev (URS)                       | Péter Kovács (HUN) Stojan Deltchev (BUL)        | -                                                |
| 1981    | Rome              | Eberhard Gienger (FRG) Aleksandr Tkachev (URS) | -                                               | Bogdan Makuts (URS)                              |
| 1983    | Varna             | Dmitriy Bilozerchev (URS)                      | Norbert Brylok (GDR)                            | Philippe Vatuone (FRA)                           |
| 1985    | Oslo              | Dmitriy Bilozerchev (URS) Zsolt Borkai (HUN)   | -                                               | Marius Gherman (ROU)                             |
| 1987    | Moscou            | Valeriy Lyukin (URS)                           | Silvio Kroll (GDR)                              | Gyorgy Guczoghy (HUN)                            |
| 1989    | Stockholm         | Andreas Wecker (GDR)                           | Vitaliy Marinich (URS) Nicusor Pascu (ROU)      | -                                                |
| 1990    | Lausanne          | Vitaly Scherbo (URS)                           | René Plüss (SUI)                                | Alojz Kolman (YUG) Ralf Buchner (GDR)            |
| 1992    | Budapest          | Andreas Wecker (GER) Rustam Charipov (EUN)     | -                                               | Nicu Stroia (ROU)                                |
| 1994    | Prague            | Aljaz Pegan (SVN)                              | Vitaly Scherbo (BLR)                            | Yevgeniy Shabayev (RUS)                          |
| 1996    | Broendby          | Krasimir Dounev (BUL) Alexei Voropaev (RUS)    | -                                               | Vitaly Scherbo (BLR) Alexandre Svetlichnyi (UKR) |
| 1998    | Saint-Pétersbourg | Jesus Carballo (ESP)                           | Jari Monkkonen (FIN)                            | Dimitri Nonin (GER)                              |
| 2000    | Brême             | Olexandr Beresch (UKR)                         | Ivan Ivankov (BLR)                              | Aljaz Pegan (SVN)                                |
| 2002    | Patras            | Vlasios Maras (GRE)                            | Florent Marée (FRA)                             | Igor Cassina (ITA)                               |
| 2004    | Ljubljana         | Vlasios Maras (GRE) Aljaz Pegan (SVN)          | -                                               | Christoph Schaerer (SUI)                         |
| 2005    | Debrecen          | Fabian Hambuechen (GER)                        | Igor Cassina (ITA)                              | Valeri Goncharov (RUS)                           |
| 2006    | Volos             | Vlasios Maras (GRE)                            | Sergei Khorokhordin (RUS)                       | Christoph Schaerer (SUI)                         |
| 2007    | Amsterdam         | Fabian Hambuechen (GER)                        | Aljaz Pegan (SVN)                               | Igor Cassina (ITA)                               |
| 2008    | Lausanne          | Fabian Hambüchen (GER)                         | Vlasios Maras (GRE)                             | Aljaž Pegan (SVN) Umit Samiloglu (TUR)           |
| 2009    | Milan             | Vlasios Maras (GRE)                            | Yann Cucherat (FRA)                             | Nikolay Kuksenkov (UKR)                          |
| 2010    | Birmingham        | Vlásios Máras (GRE)                            | Epke Zonderland (NED)                           | Philipp Boy (GER) Fabian Hambuechen (GER)        |
| 2011    | Berlin            | Epke Zonderland (NED)                          | Philipp Boy (GER)                               | Marcel Nguyen (GER)                              |
| 2012    | Montpellier       | Emin Garibov (RUS)                             | Marijo Moznik (CRO)                             | Vlasios Maras (GRE)                              |
| 2013    | Moscou            | Emin Garibov (RUS)                             | Sam Oldham (GBR)                                | Aleksandr Tsarevich (BLR)                        |
| 2014    | Sofia             | Epke Zonderland (NED)                          | Sam Oldham (GBR)                                | Kristian Thomas (GBR)                            |
| 2015    | Montpellier       | Marijo Možnik (CRO)                            | Sam Oldham (GBR)                                | Vlásios Máras (GRE)                              |
| 2016    | Berne             | Nile Wilson (GBR)                              | Kristian Thomas (GBR)                           | David Belyavskiy (RUS)                           |
| 2017    | Cluj-Napoca       | Pablo Brägger (SUI)                            | Oliver Hegi (SUI)                               | David Belyavskiy (RUS)                           |
| 2018    | Glasgow           | Oliver Hegi (SUI)                              | Epke Zonderland (NED)                           | Dávid Vecsernyés (HUN)                           |
| 2019    | Szczecin          | Epke Zonderland (NED)                          | Tin Srbić (CRO)                                 | Artur Dalaloyan (RUS)                            |
| 2020    | Mersin            | Robert Tvorogal (LTU)                          | Tin Srbić (CRO)                                 | Alexander Myakinin (ISR)                         |
| 2021    | Bâle              | David Belyavskiy (RUS)                         | Andreas Toba (GER)                              | Adem Asil (TUR)                                  |
| 2022    | Munich            | Mários Georgíou (CYP)                          | Robert Tvorogal (LTU)                           | Joel Plata (ESP)                                 |
| 2023    | Antalya           | Tin Srbić (CRO)                                | Carlo Macchini (ITA)                            | Illia Kovtun (UKR)                               |
| 2024    | Rimini            | Illia Kovtun (UKR)                             | Robert Tvorogal (LTU)                           | Mários Georgíou (CYP)                            |